# دیوینوپولیس
دیوینوپولیس (به پرتغالی: Divinópolis) یک شهرداری‌های برزیل و شهرداری و شهر بزرگ در برزیل است که در میناز ژرایس واقع شده‌است. دیوینوپولیس ۷۰۸٫۹۰۹ کیلومتر مربع مساحت و ۲۴۰٬۴۰۸ نفر جمعیت دارد.